# قيرل إيفيكت
هذا المقال يتضمن محتوى إعلاني. يرجى مراجعة هذا المقال وإزالة المحتوى الإعلاني والوصلات الخارجية غير الملائمة، وإيراد محتوى ذو وجهة نظر محايدة. (سبتمبر 2014)
(اعرف كيف ومتى يمكنك إزالة هذه الرسالة)

هذه منظمة «قيرل إيفيكت» منظمة ليست ربحية وهي مستقلة، وقد أُطلقت في سبتمبر من عام 2015، وتهدف القضاء على الفقر عالميًا. عملها يقوم على الاعتقاد الشائع في مجال التنمية الدولية، وهو أن عندما تعطى الفرصة للفتيات والنساء ف لهن فعالية أكثر في إخراج أنفسهن وعائلاتهن من الفقر، وبالتالي لهن تأثير مضاعف داخل القرى والمدن والدول.

## التاريخ
أُنشئت منظمة «قيرل إيفيكت» في عام 2008 من قبل مؤسسة نايك بالتعاون مع مؤسسة نوفو و مؤسسة الأمم المتحدة ضمن مؤسسات أخرى. وأُطلقت المنظمة في المنتدى الاقتصادي العالمي في دافوس حيث شاركت بفيلم تحدى الناس بأن يفكروا بطريقة مختلفة في دور الفتيات في التنمية، وقد شاهد الفيلم 1,8 مليون شخص حتى الآن.
لا زالت المنظمة تتلقى الدعم من مؤسسة نايك وغيرها من الجهات الممولة وشركاء جدد، حتى وبعد أن أصبحت منظمة مستقلة. ووُضع موقع المنظمة Girleffect.org نسخة محفوظة 7 يوليو 2020 على موقع واي باك مشين. لتوعية المجتمع بأهمية دعم الفتيات.
في نوفمبر 2014، أقامت مؤسسة نايك ومجموعة أنريزنوبل شراكة لإطلاق حركة مخصصة لمساعدة الفتيات اللاتي يعانين من الفقر، وسميت بـ«حركة قيرل إيفيكت» قام هذا البرنامج بإحضار شركات ناشئة في الدول النامية ومنها: إمبريس (منظمة غير ربحية) وصناعات جاياشري متمثلة بالرئيس التنفيذي أرونشالام ميورقانذام ومؤسسة جسر الأكاديميات الدولية. كان هذا البرنامج بقيادة توم ديبلاسيس من مؤسسة نايك والرئيس التنفيذي لمجموعة أنريزنوبل دانيل أ. إبستين.

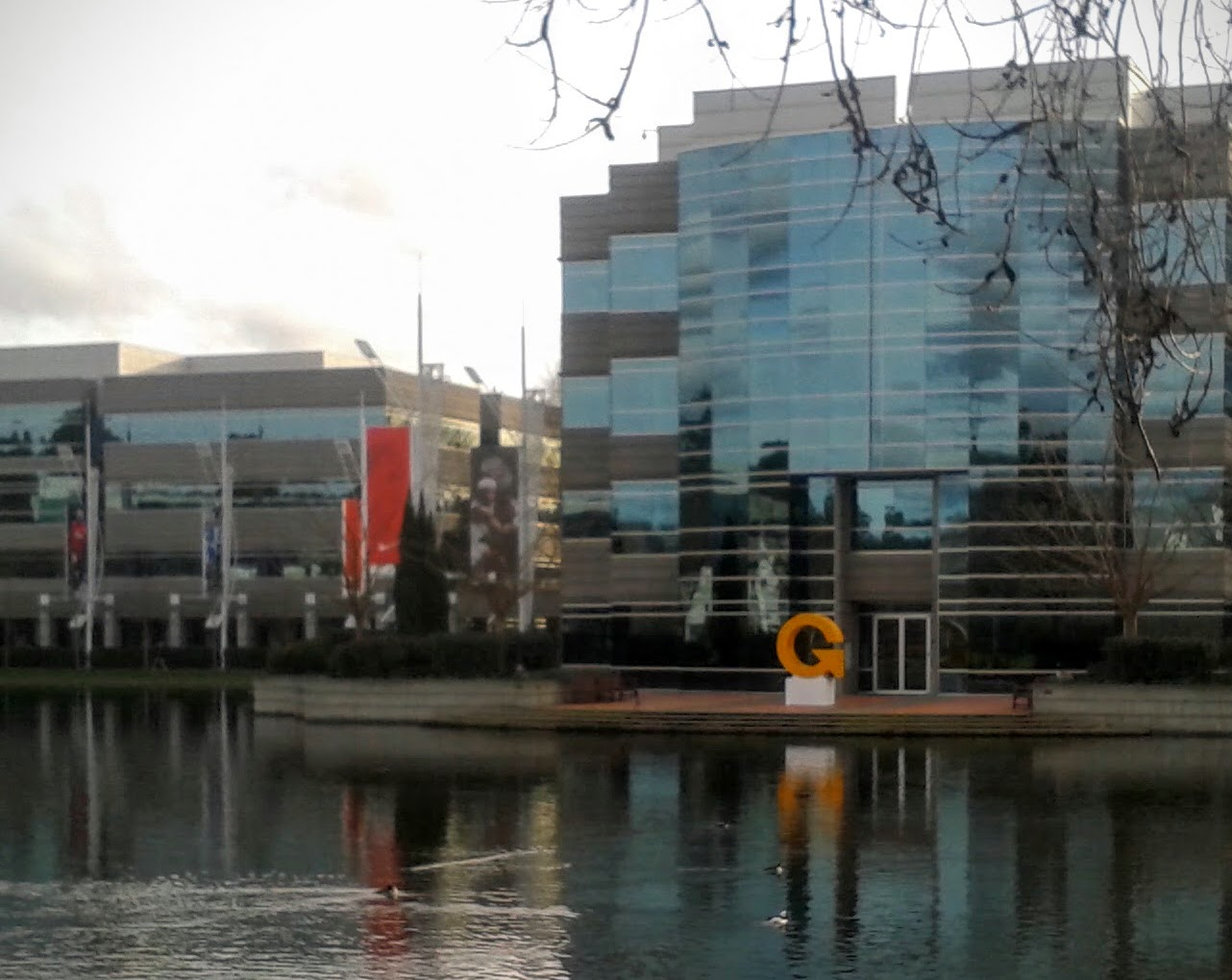
تثبيت شعار "قيرل إيفيكت" في مقر نايك العالمي في بيفرتون، أوريجون، الولايات المتحدة الأميركية.

## لماذا الفتيات؟
عندما يتم إدراج الفتيات تحديدًا في التعليم والصحة والاستثمار الاقتصادي، فإن للعالم فرصة أفضل في منع قضايا مثل زواج الأطفال وحمل المراهقات والإيدز، وكذلك كسر دائرة الفقر المنتقلة عبر الأجيال. ولكن الفتيات لازلن بحاجة لأن يستمع لهن العالم ويستثمر في قدراتهن.
أظهرت دراسة بأن فتاة واحدة متعلمة ستستثمر 10-20 مرة دخل يعود لعائلتها ومجتمعها أكثر من ما قد يستثمره رجل واحد.الفتيات اللاتي يتلقين التعليم يتزوجن في عمر أكبر ويكون لديهن أطفال أقل، كما أنهن أكثر قابلية للبحث عن الرعاية الصحية لأنفسهن ولأطفالهن. وبالرغم من ذلك، فإن ما يقارب 250 مليون فتاة مراهقة تعيش في فقر. واليوم يذهب للفتيات من التنمية العالمية أقل من سنتين لكل دولار، وهن اللاتي بالفعل لديهن القدرة على صنع تأثير في إنهاء الفقر. طالما لم يسلط الضوء على قضايا الفتيات، فإن العالم يفوت على نفسه فرصة كبيرة للتغيير.
وجود حياة أفضل للفتيات يعني حياة أفضل لكل من في مجتمعهن بما في ذلك أخوانهن وأبائهن، وأزواجهن وأولادهن في المستقبل. وعندما تحسن حياة فتاة من خلال تعليمها وصحتها وأمانها وإيجاد فرصة لها، فإن هذه التغيرات لها أثر كبير. وعندما تكون أمًا متعلمة ومواطنة نشيطة ومنتجة وموظفة مدربة، فإنها تكون القوة الأكثر تأثيرًا في مجتمعها لكسر حلقة الفقر.

## الجهات الداعمة
• مؤسسة نايك
• مؤسسة نوفو
• مؤسسة الأمم المتحدة
• تحالف من أجل الفتيات المراهقات
• وزارة التنمية الدولية البريطانية
• مجموعة أنريزنوبل

## الجوائز
• 2009، رشح موقع Girleffect.org للفوز بجائزة ويبي من فئة «النشاط»
• 2011، نيكزس للإنتاج، مهرجان برادفورد للرسوم المتحركة، أفضل إعلان تجاري
• 2011، مؤسسة نايك تفوز بجائزة إثكمارك العالمية للإعلان
• مارس 2011، مؤسسة نايك، قيرل إيفيك: الساعة تدق يفوز بجائزة تيد لأفضل عشر إعلانات تستحق النشر
• مايو 2012، Socialdriver.com – صوت لقيرل إيفيكت كأفضل المواقع غير الربحية
• أبريل 2013، رشح موقع GE.ORG للفوز بجائزة ويبي
• أبريل 2013، فازت مؤسسة نايك وقيرل إيفيكت بجوائز المعارض الرياضية
• يونيو 2013، لايف بال، بلورة جائزة الأمل (100 الف يورو) فيننا، النمسا
• أغسطس 2013، رشحت للفوز بجائزة إنديكس للتصميم 2013 (كوبنهاقن، الدنمارك)
• نوفمبر 2013، رشحت للفوز بجائزة اصنع للتصميم 2013 (سدني، نوفمبر)
• فازت في 2013 ببلورة لايف بال لجائزة الأمل مقدمة من سوارفسكي وتقدر بمئة ألف يورو، فيينا، النمسا

## الانتقادات
كانت هذه الحملة محور تركيز مناصري المرأة والانتقادات الأكاديمية. وبكون المشاريع الأخرى تصف النساء والفتيات على أنهن «الرصاصة السحرية للتطور»، فقد قيل بأن الحملة تعتمد على الآراء الجوهرية عن الأنوثة، مصورةً النساء والفتيات في البلدان النامية على أنهن «بحاجة للإنقاذ». كذلك فإن هذا النوع من الحملات التي لا تأخذ بعين الاعتبار الرجال وعلاقات النساء والفتيات مع أسرهن ومجتمعهن، فإنها عادة ما يكون لها تأثير بزيادة العبء على النساء اللاتي بالفعل يتحملن مسؤولية رعاية الأطفال وكل أنواع الأعمال الرسمية وغير الرسمية.

## الهوامش
1. دولار واحد في يدين أنثى يساوي 10 دولارات (وفي بعض الحالات 20 دولارًا) في يدين ذكر، حيث تميل النساء لاستثمار المال مباشرة ليعود لعائلاتهن وأطفالهن وتعليمهن وصحتهن.. إلخ. بينما الرجال يصرفونه على أشياء أخرى.